# Limnophora setinerva
Limnophora setinerva är en tvåvingeart som beskrevs av Johann Andreas Schnabl och Dziedzicki 1911. Limnophora setinerva ingår i släktet Limnophora och familjen husflugor. Inga underarter finns listade i Catalogue of Life.